# Sumber Gedang
Sumber Gedang is een bestuurslaag in het regentschap Pasuruan van de provincie Oost-Java, Indonesië. Sumber Gedang telt 9087 inwoners (volkstelling 2010).